# Winzer (zřícenina)
Winzer (německy: Burgruine Winzer), známý také jako Oberwinzer, je volně přístupná zřícenina hradu na kopci Schlossberg nad obcí Winzer v okrese Deggendorf v Dolním Bavorsku.

## Příběh

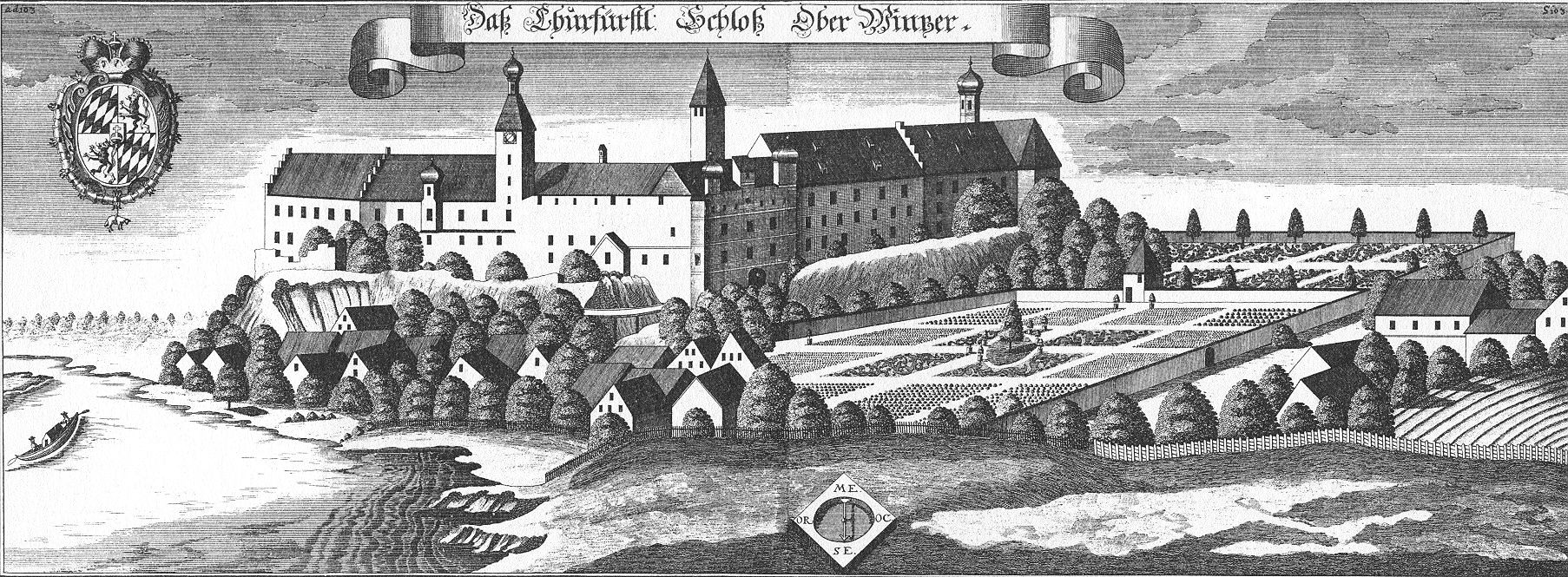
Oberwinzer podle rytiny Michaela Weninga z roku 1721

Osada Winzer byla poprvé zmíněna v darovací listině roku 1005. Následně kolem roku 1009 věnoval bavorský vévoda tuto oblast biskupovi z Bamberku, jehož ministrantští podřízení, později známí jako „Winzerer“, v průběhu 11. století postavili na již dříve osídleném území hrad Winzer k ochraně oblasti. V roce 1190 se již zmiňuje jako císařské léno. Od roku 1230 se členové Winzerer stali šlechtickými rytíři, jejichž rod vymřel v roce 1324.
V období od roku 1324 do 1558 patřil hrad pánům z Puchbergu, a pak v letech 1558 až 1603 pánům ze Schwarzenbergu. Otto Heinrich ze Schwarzenbergu, nejvýznamnější a nejbohatší rytíř mezi všemi pány z Winzeru, provedl rozsáhlou a velkolepou rekonstrukci hradu. Po roce 1603 přešel majetek do správy Bavorska. Během války o rakouské dědictví byl hrad 1. listopadu 1744 zničen výbuchem, který provedli maďarští husaři pod vedením Franze von der Trencka. V průběhu 19. století sloužily zbytky hradu jako kamenolom a později byly tyto historické ruiny prohlášeny za památkově chráněný objekt králem Ludvíkem I.
Z původně raně středověkého hradního komplexu s bergfrietem a dvojitým opevněním se zachovaly zbytky zdí dosahující výšky přibližně osmi metrů.